# Осада Ниеншанца (1703)
Осада Ниеншанца — осада и взятие русскими войсками шведской крепости Ниеншанц, расположенной недалеко от устья Невы, в период Великой Северной войны. Осада происходила в период 25 апреля — 1 мая 1703 года и закончилась без штурма капитуляцией шведского гарнизона.

## История

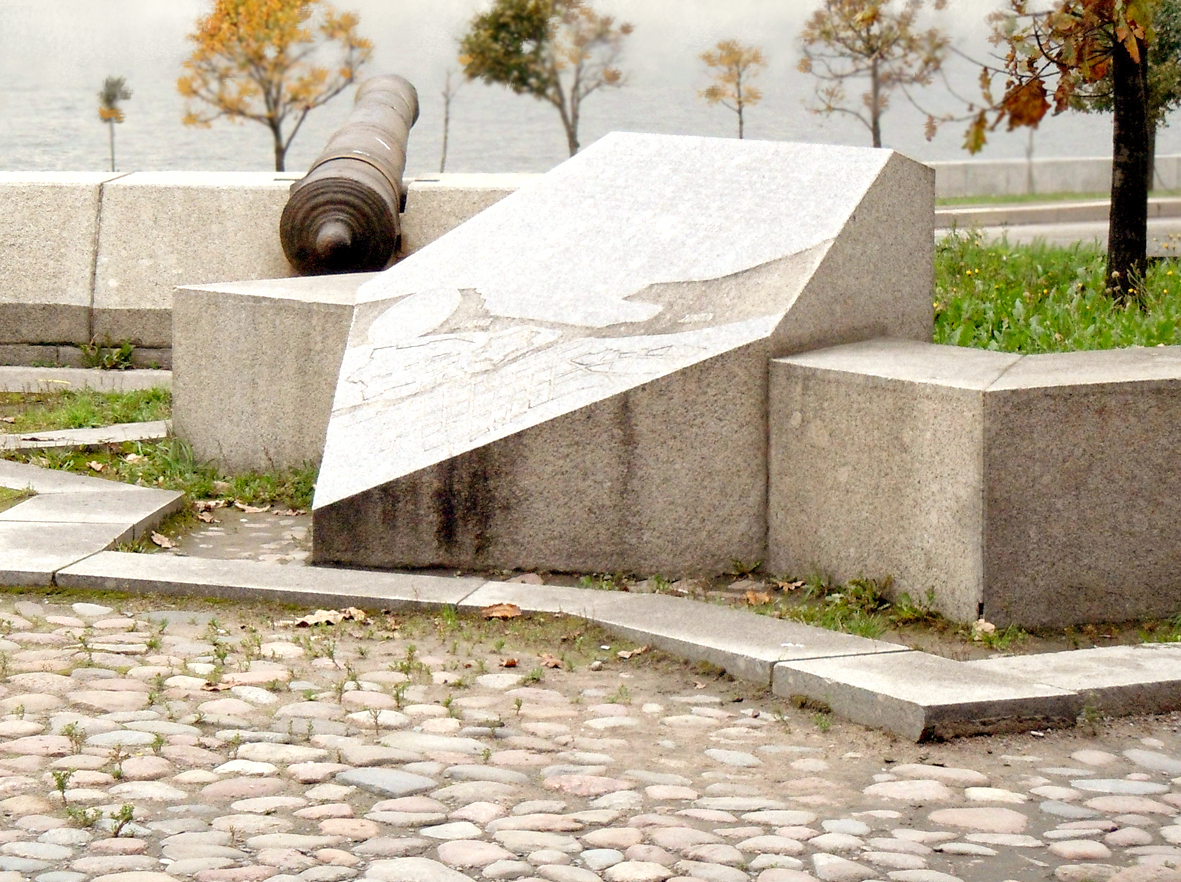
Памятный знак «Крепость Ниеншанц».
Установлен 15 июня 2000 года.
Фотография — октябрь 2012 года

После падения Нотебурга в октябре 1702 года весной следующего года Пётр I предпринял операцию по овладению Ниеншанцем. В ожидании этого события шведский комендант крепости сжёг город Ниенштадт, окружающий крепость (шанц).
Крепость состояла в то время из правильного пятиугольника: фронты были небольшого протяжения с земляными отлогостями, окружены палисадом у подошвы наружной отлогости вала; два из них имели равелины; за контрэскарпом находился усиленный палисадом прикрытый путь. Наружная ограда состояла из 2 бастионных фронтов, с крыльями, почти доходившими до гласиса крепости. Эта ограда, заложенная за год до начала осады генералом А. Крониортом, не была окончена и послужила превосходным укрытием для осаждающих от крепостного огня. Мостовое укрепление представляло собою полевой окоп. Гарнизон состоял из 600 солдат при 75 пушках и 3 мортирах. Комендантом был подполковник Иоганн (Юхан) Аполлов (Опалев), человек больной и старый, из русского рода, перешедшего на службу Швеции. Офицеров было немного.
Русская осадная армия (около 20 тысяч) под началом генерал-фельдмаршала Б. П. Шереметева собиралась в Шлиссельбурге:
- «генеральство» (дивизия) А. И. Репнина (10 полков = 20 батальонов; в команде находился также генерал-майор А. В. Шарф)
- гвардейские полки под командой генерал-майора И. И. Чамберса (7 батальонов)
- отряд генерал-майора Я. В. Брюса (10 батальонов, артиллерия)
- 2 драгунских полка и Новгородские дворяне под началом воеводы П. М. Апраксина

23 апреля 1703 года осадная армия Б. П. Шереметева выступила из Шлиссельбурга и двинулась правым берегом Невы к Ниеншанцу. В 15 километрах от крепости фельдмаршал выслал вперёд на лодках, действовавших прежде в Ладожском озере, отряд в 2 тысячи человек под командованием полковника Нейтгарта и капитана Глебовского для разведки. В ночь на 25 апреля, незамеченными достигнув крепости, Нейтгарт произвёл внезапное нападение на наружную ограду и без труда овладел ей, опрокинув сторожевые посты шведов; некоторые смельчаки взбежали даже на бастион. Этому успеху содействовала малочисленность гарнизона, который не мог охранять надлежащим образом ни наружную ограду, ни предместное укрепление. Но не получив подкреплений и имея приказ только произвести разведку, отряд Нейтгарта отступил.
К вечеру 25 апреля к Ниеншанцу подошли все войска Шереметева; часть осадной армии расположилась позади захваченного наружного вала, а другая часть, переправившись через Охту, стала вдоль по течению её до самого устья, напротив крепости, и прикрылась контрвалационной линией реданного расположения. Хотя позиция, выбранная Шереметевым, представляла собой удобную цель для шведских артиллеристов, но лес, болота и кочки, окружавшие Ниеншанц не позволяли выбрать лучшую. В ту же ночь под руководством инженер-генерала Ламбера была вырыта против крепости, в 65 метрах от подошвы гласиса, траншея. Заметив работы, неприятель открыл сильный артиллерийский огонь, безвредный для осаждающих. Ночью из Шлиссельбурга была доставлена водою осадная артиллерия (16 3-пудовых мортир и 48 26- и 12-фунтовых пушек) с 10 тысячами бомб.
26 апреля к армии прибыл Пётр I со свитой (Ф. А. Головин, Г. И. Головкин, И. Р. Паткуль) и, по своему обыкновению, произвёл личную разведку крепости. В течение 27 апреля работы по заложению подступов продолжались, в этот же день приступили к постройке батарей. Вечером 28 апреля царь с 4 ротами Преображенского полка и 3 ротами Семеновского отправился по Неве в 60 лодках мимо Ниеншанца к устью Невы, для его осмотра и занятия на случай появления неприятеля со стороны моря. Когда флотилия проходила мимо крепости, по ней был открыт орудийный огонь. На другой день Петр возвратился в лагерь, оставив на острове Витсари или Прутовом (Гутуевском) 3 роты с бомбардирским урядником Михаилом Щепотьевым, а с остальными возвратился в лагерь.

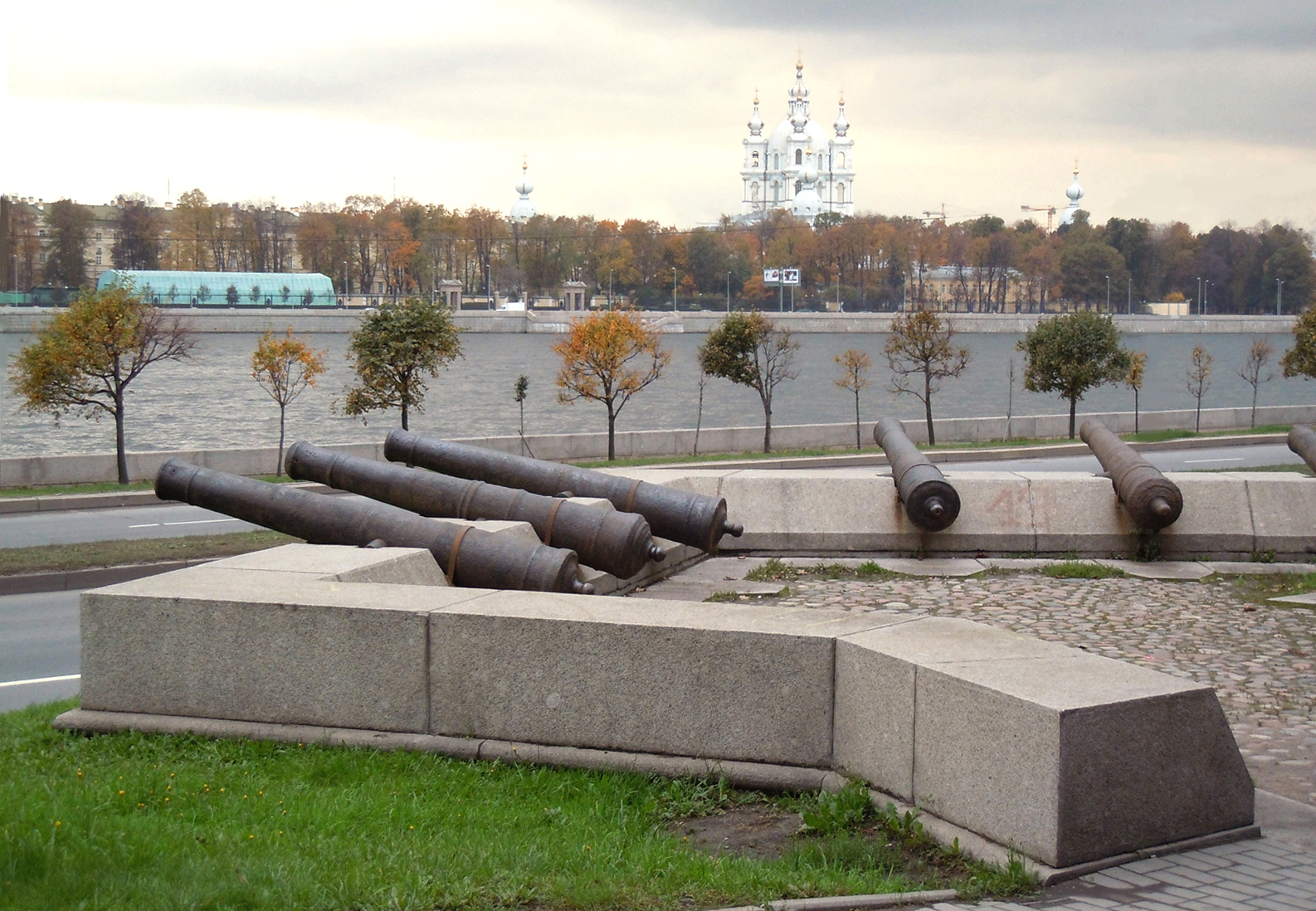
Фрагмент мемориала «Крепость Ниеншанц».
Фотография 2012 года

В ночь на 30 апреля построенные батареи были вооружены 19 пушками и 13 мортирами. В полдень 30 апреля, когда орудия были на местах, фельдмаршал послал коменданту предложение сдать крепость, но получил отказ Опалева; тогда в 19:00 был открыт по Ниеншанцу огонь со всех батарей. Из мортир стреляли всю ночь. Шведы сначала энергично отвечали из крепости, но к 5 утра 1 мая огонь затих. Гарнизон крепости, опасаясь приступа, приступил к переговорам. Барабанщик на крепости ударил к сдаче. Был составлен договор о капитуляции Ниеншанца, при условии свободного пропуска гарнизона в Нарву или Выборг с оружием, знаменами и 4 железными пушками. Взятую крепость переименовали в Шлотбург.

## Последствия
Через неделю после падения Ниеншанца в устье Невы состоялся морской бой между русскими лодками и шведскими малыми кораблями из эскадры, пришедшей на помощь осаждённой крепости.
Вскоре в устье Невы Пётр I заложил новый город-крепость Санкт-Петербург, 8 (19) июля 1703 года в бою на р. Сестра русские войска отбросили шведский корпус А. Крониорта к Выборгу.
В это время генерал-фельдмаршал Б. П. Шереметев 27 мая (7 июня) 1703 года взял Копорье, генерал-майор Н. Г. фон Верден 14 (25) мая 1703 года взял Ямбург.
Таким образом, завершено было завоевание Ингерманландии.